# Orienticaelum femoratum
Orienticaelum femoratum är en tvåvingeart som först beskrevs av Tokuichi Shiraki 1933.  Orienticaelum femoratum ingår i släktet Orienticaelum och familjen borrflugor. Inga underarter finns listade i Catalogue of Life.